# Gjusgöl (Kristdala socken, Småland, 635781-152616)
Gjusgöl är en sjö i Oskarshamns kommun i Småland och ingår i Viråns huvudavrinningsområde.